# 人道主义每日口粮

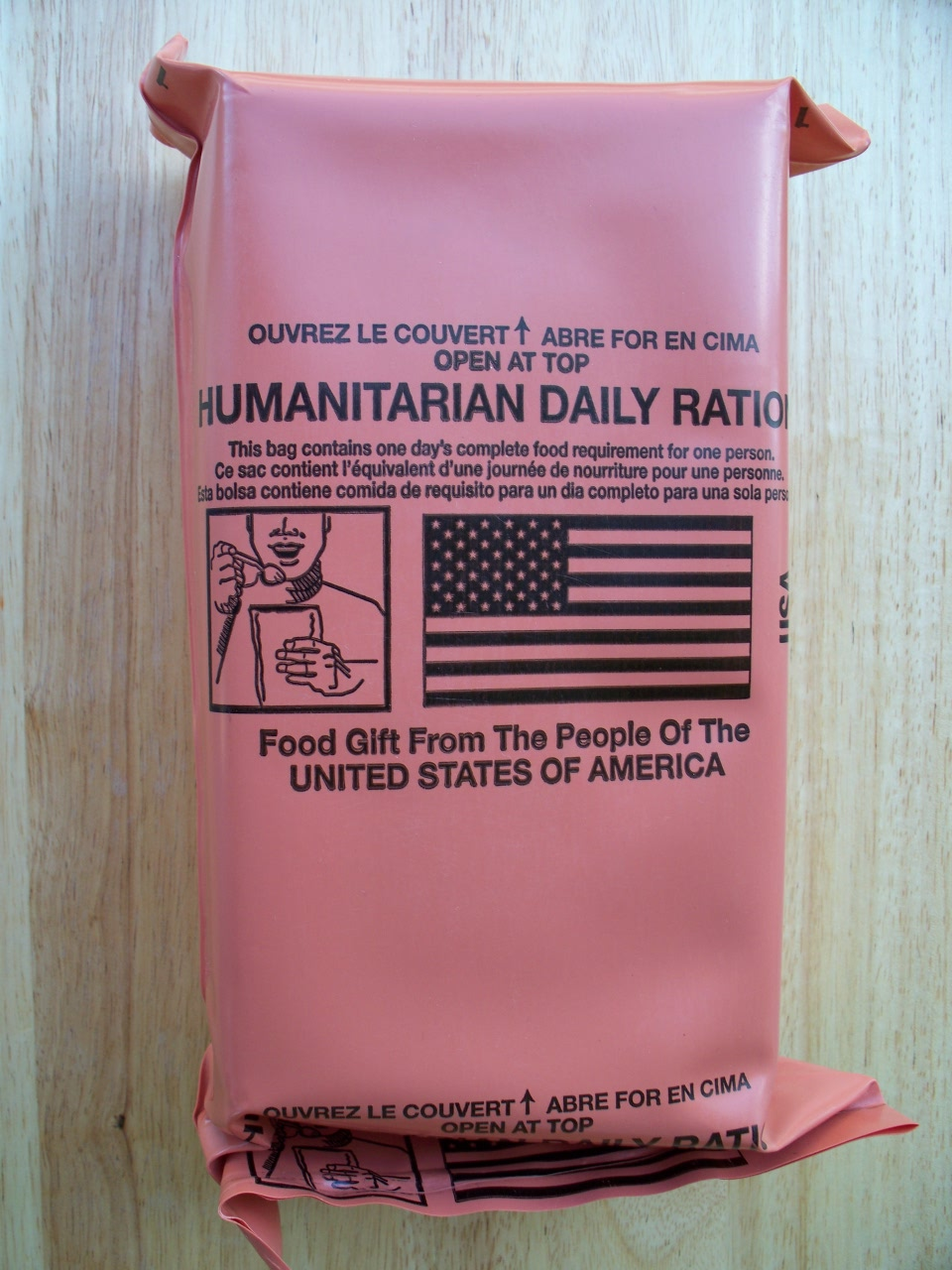
现代的人道主义日用口粮

人道主义每日口粮（英語：Humanitarian daily rations，缩写HDR；也译人道主义日用口粮、人道主义日餐包）是由美国制造的食品配给，旨在供应给处于人道主义危机中的平民和其他非军事人员。 每份口粮可为一个人提供一日所需的食物，含有超过2,200卡路里。口粮的保質期约为3年，内容物适宜各宗教和种族群体。 
该口粮最早于1993年在波斯尼亚使用。
所含餐食的设计要确保能够在不配备降落伞的情况下被空投。这对于难民而言，比通过降落伞投放的大型食物托盘更安全，并且可以防止取到单份大量食物的人将其囤积。 
餐食的成本约为MRE口粮的五分之一。 
HDR口粮也通过救世軍等组织援助美国的貧窮受难者，并在2005年颶風卡特里娜和飓风丽塔期间由聯邦緊急事務管理署（FEMA）向受难者分发。 

## 包装和分发

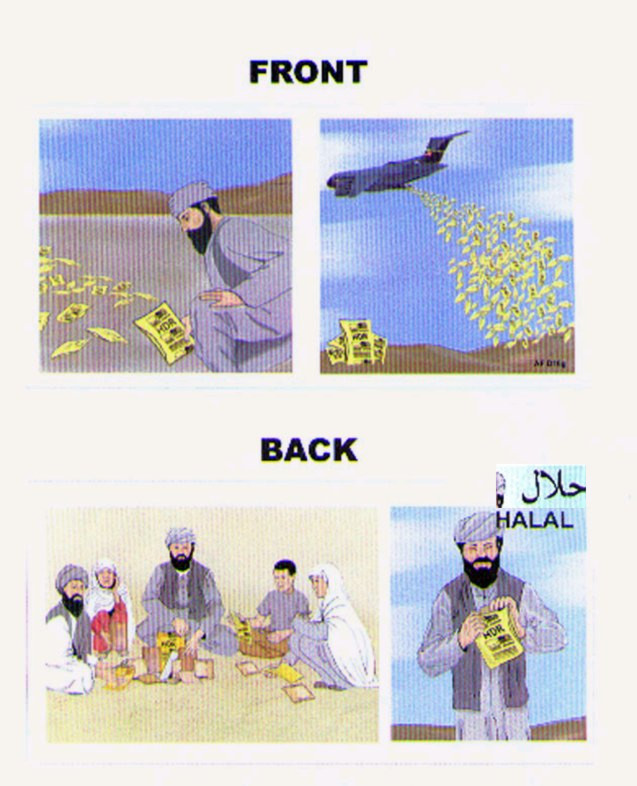
在阿富汗投下的一份传单，宣传投放人道主义每日口粮的计划。

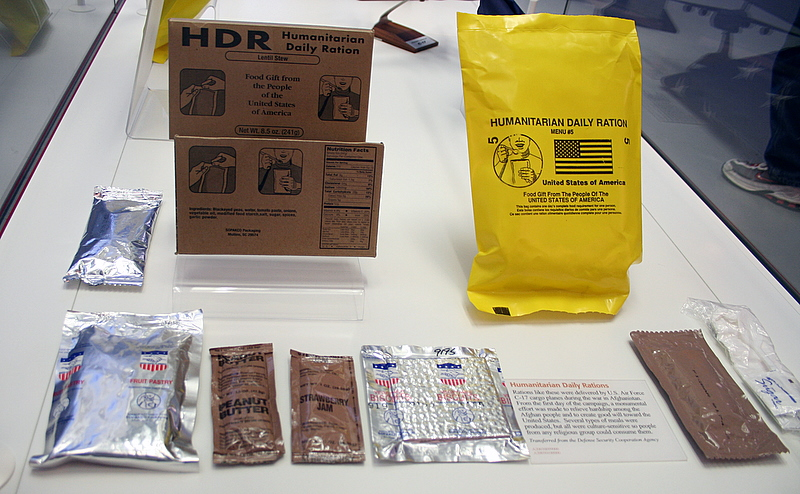
人道主义每日口粮及典型内容物在美国国家航空航天博物馆的展出

HDR口粮被在包装的情况下被投放，每个包装含有预定菜单的少量食品，以及包含红辣椒、胡椒、盐、糖、汤匙、火柴、无酒精湿润小毛巾和一份餐巾的配件包。 
美国生产的HDR由为美军生产和设计MRE口粮的同一家公司制造。与MRE一样，食品配件的设计使其可以在无需额外准备（包括烹饪）的情况下食用。HDR不包括MRE中的无焰加热器。 
HDR通常放在大型托盘上空投到灾区。最早投放到阿富汗的HDR包装为黄色，而这之后被意识到包装的颜色与同样被空投到阿富汗的美国集束炸彈的子炸弹相同。之后的改用鲑鱼色外包装。 

## 典型内容
- 主菜两份： 
  - 小扁豆汤或大麦粥
  - 黄米饭或香草饭
  - 红豆米饭
  - 豆子米饭（英语：Rice and beans）配以番茄酱
  - 番茄酱配豌豆
  - 豆子配土豆
- 黄油饼干
- 無花果卷（英语：Fig bar）
- 蔬菜饼干
- 花生酱
- 草莓酱
- 水果点心（很像Pop-tart）
- 附件包包含： 
  - 火柴盒（无标识）
  - 盐、胡椒和糖包（英语：Sugar packet）
  - 一小包捣碎的红辣椒
  - 湿润小毛巾（英语：Moist towelette）（不含酒精）
  - 餐巾纸
  - 塑料勺

## 规格
| 保质期         | 80 °F（27 °C）36个月 |
| 重量           | 30盎司（850克） |
| 千卡           | 每包至少2200千卡 |
| 蛋白质含量     | 10-13％ |
| 脂肪含量       | 27-30％ |
| 碳水化合物含量 | 60％ |
| 禁止的内容物   | HDR口粮在设计上“尽可能广泛地适合世界各地的所有潜在人群的各种宗教和饮食限制”。除了有限数量的乳制品外，它不含任何动物制品，低于可能对乳糖不耐症患者造成问题的限值。任何酒精或酒精成分也被禁止。 |
| 婴儿成分       | 所有口粮包含一份适合喂养婴儿的果酱或布丁 |
| 餐具           | 所有口粮包含一个汤匙，以及一包用无毒、无酒精的清洁剂浸湿的纸巾 |

## 美国在阿富汗的计划
2001年10月15日，美国宣布为阿富汗提供人道主义日用口粮。 
2001年10月24日，海军少将John Stufflebeem宣布担忧塔利班计划向美国的粮食援助投毒。Stufflebeem说，自该计划从2001年10月7日起实施以来，美国已投放785,000份口粮。 